# Stylidium thylax
Stylidium thylax är en tvåhjärtbladig växtart som beskrevs av Wege. Stylidium thylax ingår i släktet Stylidium och familjen Stylidiaceae. Inga underarter finns listade i Catalogue of Life.